# فانربني ساوث إيست
فانربني ساوث إيست (بالإنجليزية: Vannarpannai South East)‏ هي منطقة سكنية تقع في سريلانكا في المقاطعة الشمالية.